# Johann Christoph Gottsched

Johann Christoph Gottsched (Juditten, cerca de Königsberg, Alemania, 2 de febrero de 1700-Leipzig, 12 de diciembre de 1766) fue un escritor, dramaturgo y crítico alemán.

## Biografía

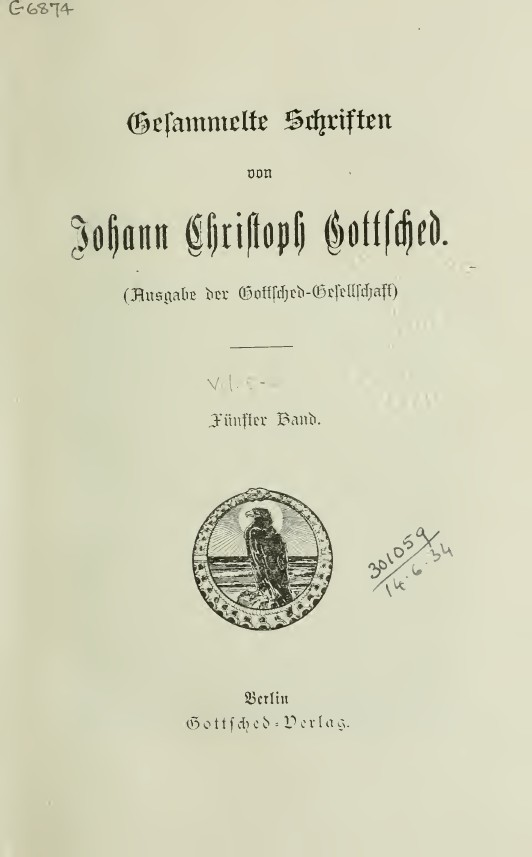
Gedichte

Nació en Juditten, cerca de Königsberg, hijo de un pastor luterano. Estudió teología en la Universidad de Königsberg, y luego de obtener su título de grado, a los 23 años, se trasladó en 1723 a la ciudad de Leipzig, donde estudió filosofía y bellas artes. El polígrafo J.B. Mencke le tomó como profesor de su hijo mayor y le introdujo en la asociación poética de Görlitz, la cual fue transformada por Gottsched.
Como crítico, Gottsched insistió en que la literatura germana debía subordinarse a las reglas del clasicismo francés. Enunció reglas bajo las cuales debían escribirse las obras, aboliendo la extravagancia y la bufonería superficial, en obras que debían ser serias y moralizantes. Si bien con estas preceptivas intentaba corregir de manera saludable las extravagancias que se habían tornado descontroladas en la literatura alemana de la época, este autor quizás fue demasiado lejos. En 1740 entró en conflicto con los escritores suizos Johann Jakob Bodmer y Johann Jakob Breitinger (1701-1776), quienes, por influencia de Joseph Addison y de los críticos italianos contemporáneos, afirmaban que la imaginación poética no debía doblegarse bajo el imperativo de reglas artificiales. Ellos mentaban como ejemplo a los grandes escritores ingleses, sobre todo a Milton. Gottsched no fue ciego a la belleza de las obras de estos escritores ingleses, pero aun así siguió fiel a su principio de que la poesía debía ser el resultado de las reglas ineludibles del arte. Para él debe preferirse el juicio sobre el arte que esté de acuerdo con las reglas del arte y con las afirmaciones de los maestros. 
Desarrolló una lírica rococó de escaso valor, así como algunas obras de teatro bastante representadas en su época. Predomina una estética clasicista, didáctica y de respeto a las reglas que difundió con sus teorías. Su ideal de poesía, derivado de los principios ilustrados, propone la unión de la claridad y verosimilitud con el contenido moral. La obra en la que expone estos postulados (Versuch einer Critischen Dichtkunst) tuvo una importante recepción y marcó toda una moda de teatro a la francesa en Alemania. A ella se opusieron los autores prerrománticos, con Johann Gottfried Herder a la cabeza, pero también Johann Wolfgang von Goethe. Dentro de la poética ilustrada mantuvo las posturas más ortodoxas, sosteniendo incluso una controversia con los ilustrados suizos, como Bodmer y Breitinger, que defendían una actitud más abierta. El debate se enciende en torno a la conveniencia o no de traducir la obra de John Milton El paraíso perdido, que los suizos admiraban y que Gottsched rechazaba por sus elementos fantasiosos y sobrenaturales.